# Pădurea Neagră
Pădurea Neagră (în germană Schwarzwald) este o zonă montană împădurită din landul Baden-Württemberg, în sud-vestul Germaniei. Este împrejmuită de valea Rinului la vest și sud. Cel mai înalt vârf este Feldberg cu o înălțime de 1.493 metri. Este o importantă zonă turistică cu mai multe stațiuni montane și balneare, printre care orașul balnear Baden-Baden.
Din acești munți izvorăște Dunărea, al doilea fluviu ca lungime din Europa, care se varsă în Marea Neagră prin Delta Dunării de pe teritoriul României.
Pădurea Neagră se întinde de la Rinul de sus din sud până la Kraichgau din nord. În vest este limitată de câmpia Rinului superior (care, dintr-o perspectivă a regiunii naturale, include și lanțul de jos de la poalele dealurilor); în est se trece la Gäu, Baar și la dealul de la vest de Klettgau. Pădurea Neagră este cea mai înaltă parte a sculpturilor din sudul Germaniei și o mare parte este împădurită dens, un fragment din pădurea herciană a antichității. Se află pe pietrele subsolului cristalin și Bunter Sandstone, iar granița sa naturală cu peisajele înconjurătoare se formează prin apariția mucegaiului, care este absent din piatra de temelie din Pădurea Neagră. Datorită fertilității solului care depinde de roca de bază, această linie este limită de vegetație. De la nord la sud, Pădurea Neagră se întinde pe o lungime de peste 160 km, atingând o lățime de până la 50 kilometri în partea de sud și până la 30 de kilometri în nord (31 mi × 19 mi).

## Cele mai înalte vârfuri din zonă
- Feldberg (1.493 m)
- Herzogenhorn (1.415 m)
- Belchen (1.414 m)
- Schauinsland (1.284 m)
- Kandel (1.241 m)
- Blauen (1.165 m)
- Hornisgrinde (1.164 m)

## Galerie

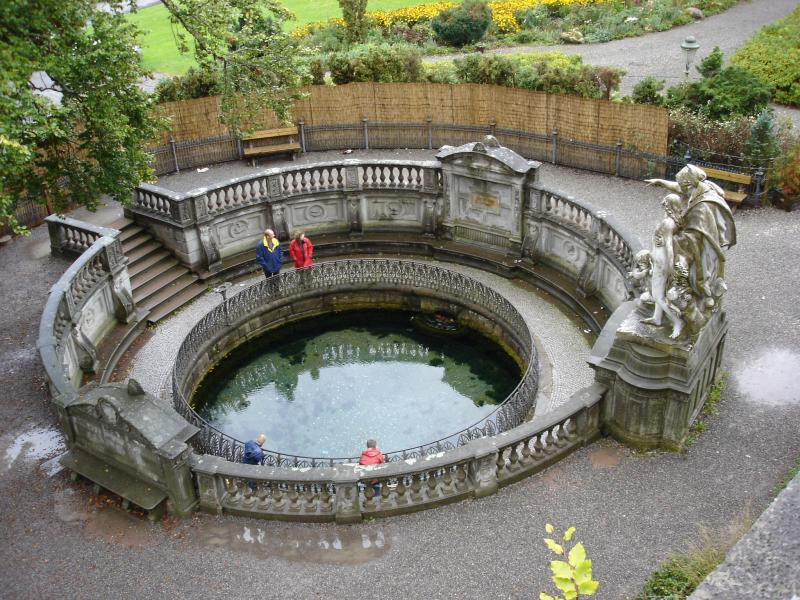
Izvorul Dunării în Munţii Pădurea Neagră Germania
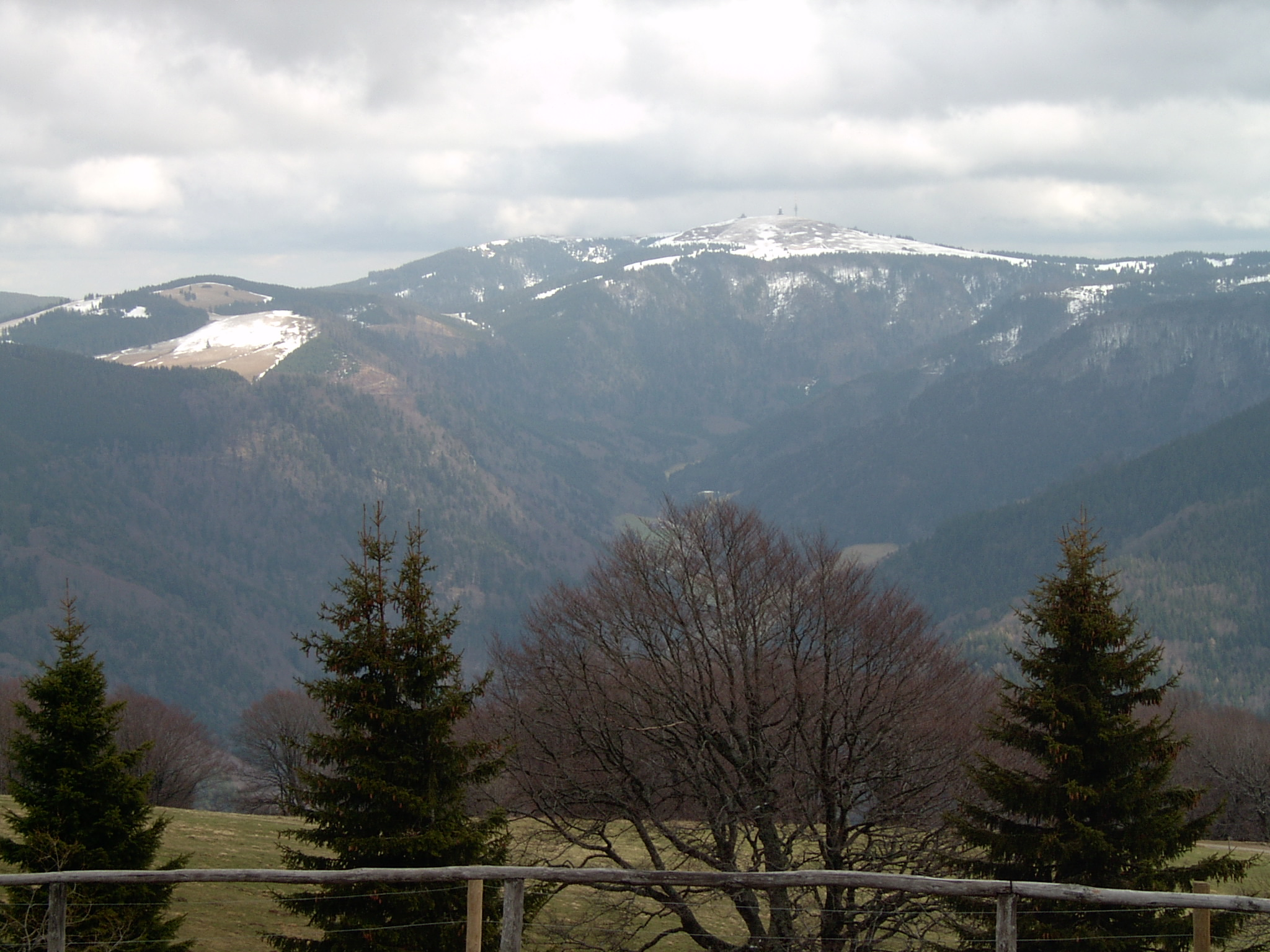
Feldberg
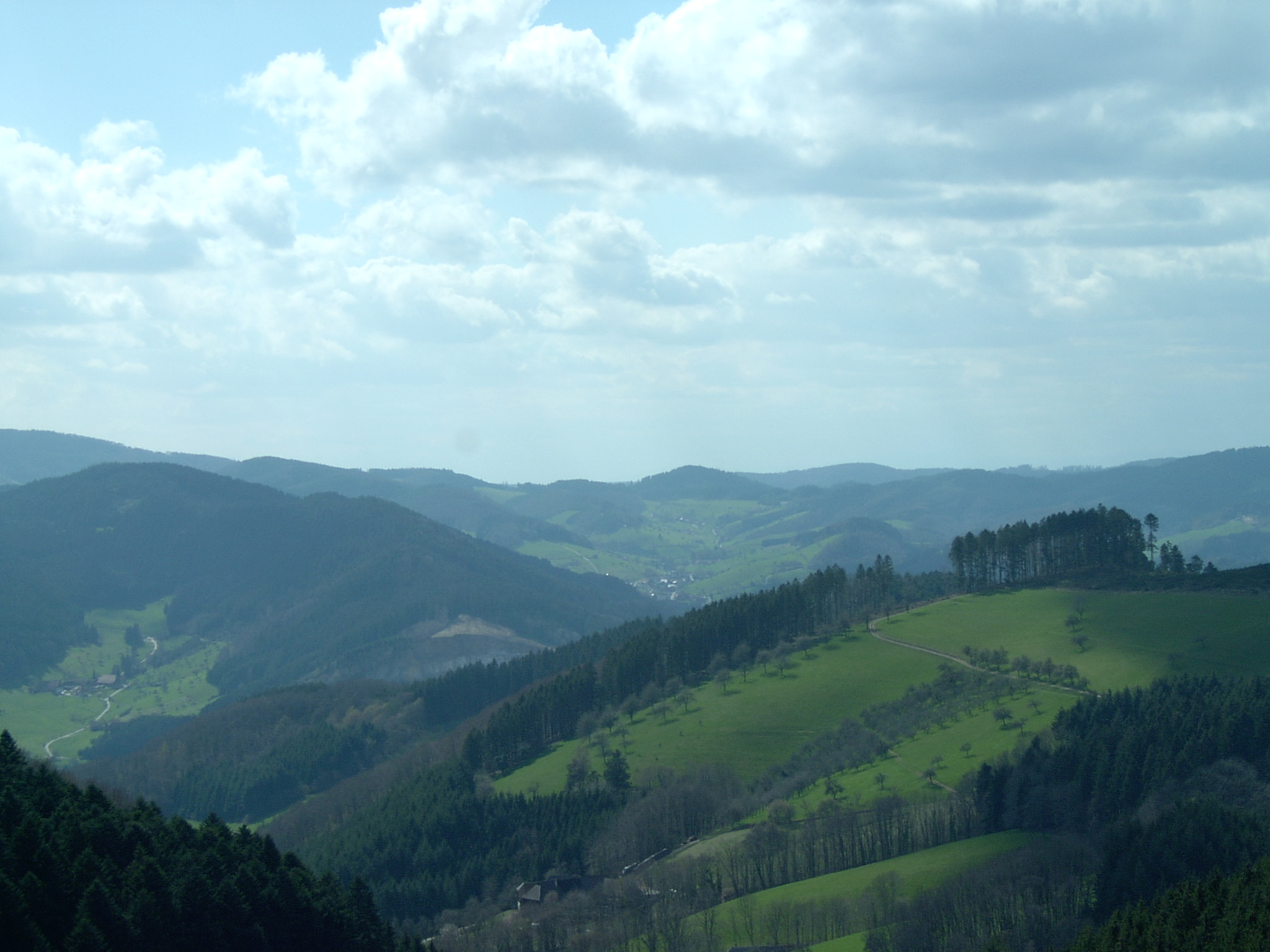
O vedere în mijlocul Pădurii Negre.
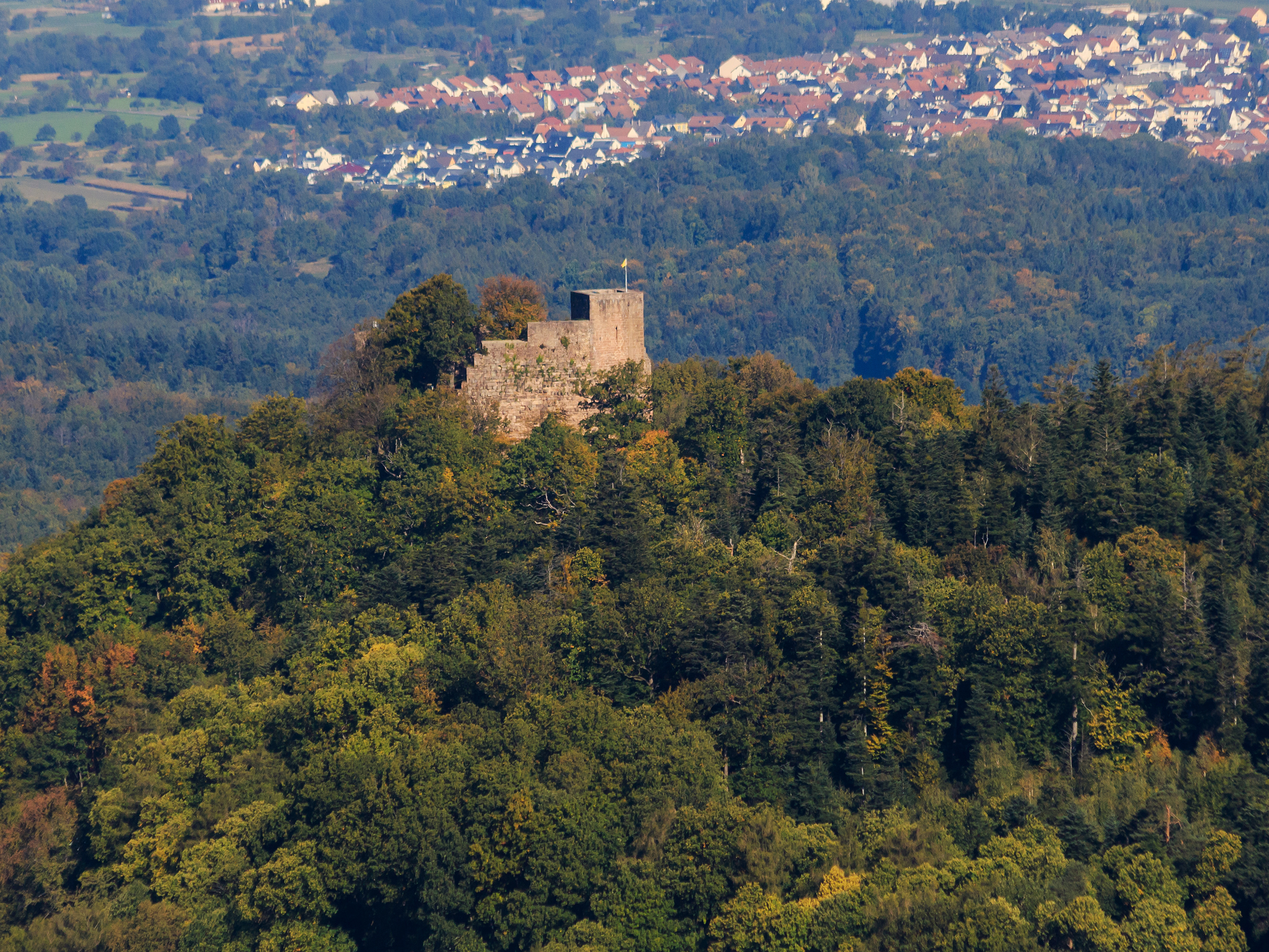
Pădurea Neagră